# Grumman F11F Super Tiger
Grumman F11F Super Tiger (Siêu Hổ) (tên định danh công ty G-98J) là một loại máy bay tiêm kích một chỗ chế tạo cho Hải quân Hoa Kỳ (USN). Được phát triển dựa trên F-11 Tiger, nhưng sau đó F11F bị hủy bỏ sau khi 2 mẫu thử đã được chế tạo.

## Thiết kế và phát triển

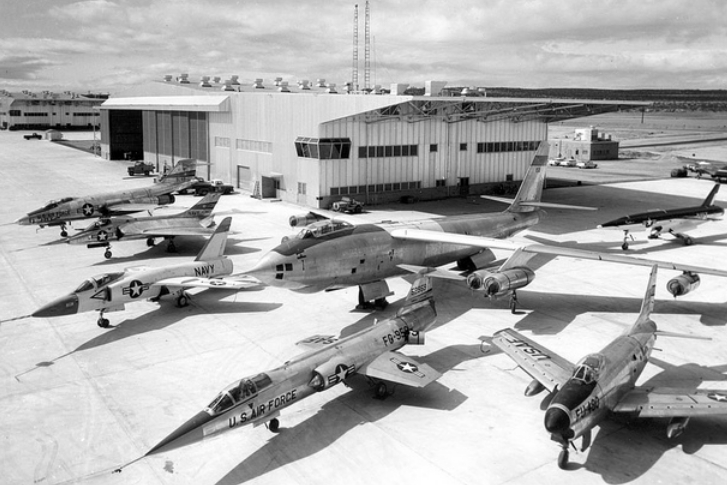
Một chiếc F11F-1F (chiếc thứ 3 từ trên xuống) cùng với các máy bay thử nhiệm khác tại Edwards AFB, 1958.

Ngoài loại tiêm kích F-11A (F11F-1), Grumman cũng đề xuất một phiên bản hiện đại hơn là F11F-1F Super Tiger. Đây là kết quả của một nghiên cứu năm 1955 thực hiện lắp động cơ General Electric J79 mới vào khung thân F-11. Hải quân đã quan tâm tới nghiên cứu này và cho phép sửa đổi 2 chiếc F11F-1 nhằm trang bị động cơ tuabin YJ79-GE-3, kết quả là phiên bản được định danh F11F-1F, chỉ ra F11F-1 được lắp động cơ đặc biệt.
Máy bay cất cánh lần đầu ngày 25/5/1956, đạt vận tốc Mach 1,44. Sau khi mở rộng thân thêm 13,5 in (35 cm) và động cơ J79 nâng cấp, F11F-1F đạt tốc độ Mach 2,04 đầy ấn tượng. Đây là một bất ngờ ngay với cả Grumman, khi mà hãng chỉ mong đợi máy bay đạt vận tốc Mach 1.4. Tuy nhiên, Hải quân Hoa Kỳ không đưa Super Tiger vào sản xuất.

## Lịch sử hoạt động

### Hiệu quả của tiếp thị
Sau khi thất bại trong hợp đồng với hải quân Mỹ, Grumman đã tiếp thị Super Tiger cho các khách hàng nước ngoài. Hiệu năng của Super Tiger vượt trội so với Saab Draken, Lockheed F-104 Starfighter, Dassault Mirage III và Fiat G.91 trong cuộc đấu thầu trang bị máy bay cho Không quân Thụy Sĩ. Cuối cùng Mirage III được chọn vì có giá rẻ hơn và an toàn hơn, nhưng hiệu suất chỉ đứng thứ hai trong các máy bay cạnh tranh.
Không quân Đức, Lực lượng phòng vệ trên không Nhật Bản và Không quân Hoàng gia Canada cũng thực sự quan tâm tới Super Tiger, nhưng cuối cùng đều chọn Lockheed F-104 Starfighter. Kết quả này là do các vụ bê bối hối lộ của Lockheed, trong đó những khoản tiền rất lớn đã được Lockheed chi cho các chính trị gia có ảnh hưởng ở những quốc gia trên nhằm đảm bảo việc mua Starfighter.

## Những chiếc còn sót lại
Chiếc F11F-1F (BuNo 138646) đầu tiên được sử dụng để thực hiện các bài tập sử dụng vũ khí và bị phá hủy vào thập niên 1980. Mẫu thử thứ hai (BuNo 138647) bị thải loại vào ngày 10/1/1961 và được sử dụng làm máy bay huấn luyện mặt đất. Nó được bảo quản trưng bày ngoài trời tại Bảo tàng vũ khí và công nghệ hải quân tại Căn cứ không quân hải quân China Lake, California (Hoa Kỳ).

## Biến thể
F11F-1F Super Tiger (G-98J)F11F-1 lắp động cơ J79-GE-3A, 2 chiếc được chế tạo (BuNos 138646, 138647).
F11F-2Tên định danh dự kiến của F11F-1F thành phẩm.
XF12FTên định danh bán chính thức cho phiên bản phát triển của F11F-1F/-2.
F-11B

## Quốc gia sử dụng
Hoa Kỳ
- Hải quân Hoa Kỳ
- General Electric

## Tính năng kỹ chiến thuật (F11F-1F)
Dữ liệu lấy từ Secret Projects: Fighters & Interceptors 1945-1978 

### Đặc điểm riêng
- Tổ lái: 1
- Chiều dài: 48 ft 9 in (14,85 m)
- Sải cánh: 31 ft 8 in (9,65 m)
- Chiều cao: 14 ft 4 in (4,36 m)[7]
- Diện tích cánh: 250 ft² (23,25 m²)
- Trọng lượng rỗng: 13.810 lb (6.277 kg)
- Trọng lượng có tải: 21.035 lb (9.561 kg)
- Trọng lượng cất cánh tối đa: 26.086 lb (11.833 kg)
- Động cơ: 1 động cơ tuanbin General Electric J79-GE-3A, lực đẩy 12.533 lbf (53,3 kN), đốt tăng lực 17.000 lbf (75,6 kN)

### Hiệu suất bay
- Vận tốc cực đại: Mach 2,04 (1.400 mph, 2.253 km/h) trên độ cao 40.000 ft (12.192 m)[7]
- Tầm bay: 1.536 mi (1.336 nmi, 1.826 km)[7]
- Trần bay: 59.000 ft (19.980 ft)[7]

### Vũ khí
- 4 pháo Colt Mk 12 20 mm (.79 in), 125 viên/khẩu
- 4 giá treo mang tên lửa AIM-9 Sidewinder

### Máy bay có cùng sự phát triển
- Grumman F-11 Tiger

### Máy bay có tính năng tương đương
- Douglas F5D Skylancer
- Supermarine Scimitar
- Vought F-8 Crusader